# 埃什维莱尔 (摩泽尔省)
埃什维莱尔（法語：Eschviller，法語發音：[ɛʃvilɛʁ]）是法国摩泽尔省的一个旧市镇。1813年，埃什维莱尔与市镇韦斯基什并入市镇沃尔曼斯泰。

## 地理
埃什维莱尔（49°7'58"N, 7°22'53"E）位于法国大東部大區摩泽尔省，该省份为法国东北部内陆省份，是洛林的一部分，西南接默尔特-摩泽尔省，东临下莱茵省，北与卢森堡和德国接壤。
埃什维莱尔的时区为UTC+01:00、UTC+02:00（夏令时）。

## 行政
埃什维莱尔的邮政编码为57720。

## 人口
埃什维莱尔于1806年时的人口数量为255人。